# Jang Suk-won
Jang Suk-won (kor. 장석원; * 11. August 1989 in Incheon) ist ein südkoreanischer Fußballspieler.

## Karriere

### Verein
Jang Suk-won erlernte das Fußballspielen in der Jugendmannschaft des Seongnam FC, ehemals Seongnam Ilhwa, und der Universitätsmannschaft der Dankook University. Bei seiner Jugendmannschaft unterschrieb er am 1. Januar 2010 auch seinen ersten Vertrag. Das Fußballfranchise aus Seongnam spielte in der ersten südkoreanischen Liga, der K League. 2010 gewann er mit Seongnam die AFC Champions League. Das Endspiel gegen den iranischen Vertreter Zob Ahan Isfahan wurde mit 3:1 gewonnen. Den Korean FA Cup gewann er 2011. Das Finale gegen die Suwon Samsung Bluewings wurde mit 1:0 gewonnen. Von November 2011 bis August 2013 spielte er beim Sangju Sangmu FC. Zu den Spielern des Vereins zählen südkoreanische Profifußballer, die ihren zweijährigen Militärdienst ableisten. Mit Sangju, das in der zweiten Liga spielte, wurde er am Ende der Saison Meister und stieg in die erste Liga auf. Im September 2013 kehrte er nach dem Militärdienst zu Seongnam zurück. 2014 gewann er mit Seongnam zum zweiten Mal den FA Cup. Das Finale gegen den FC Seoul gewann man im Elfmeterschießen. Nach 55 Ligaspielen wechselte er im Januar 2017 nach Japan. Hier unterschrieb er einen Einjahresvertrag bei Fagiano Okayama. Der Verein aus Okayama spielte in der zweiten japanischen Liga, der J2 League. Für Okayama stand er zweimal in der zweiten Liga auf dem Spielfeld. Wo er 2018 unter Vertrag stand, ist unbekannt. Im Januar 2019 ging er nach Malaysia. Hier nahm ihn der Erstligist Melaka United aus Malakka unter Vertrag. Für Melaka United bestritt er 47 Ligaspiele. Im Januar 2022 wechselte er nach Alor Setar zum Ligakonkurrenten Kedah Darul Aman FC.

### Nationalmannschaft
Jang Suk-won spielte 2010 einmal in der südkoreanischen U-23-Nationalmannschaft. Hier kam er in einem Freundschaftsspiel am 25. Juli 2010 gegen Malaysia zum Einsatz.

## Erfolge
Seongnam FC
- Korean FA Cup: 2011, 2014
- AFC Champions League: 2010

Sangju Sangmu FC
- K League Challenge: 2013